# Viverràvids
Els viverràvids (Viverravidae) són una família de mamífers del Paleocè i l'Eocè. Són els membres més primitius del grup dels carnivoramorfs, apareixent molt poc temps després de l'extinció dels dinosaures.